# متنزه باند إي أمير الوطني
متنزه باند إي أمير الوطني هو متنزه وطني يقع في ولاية باميان في وسط أفغانستان.